# Tramweg-Stichting

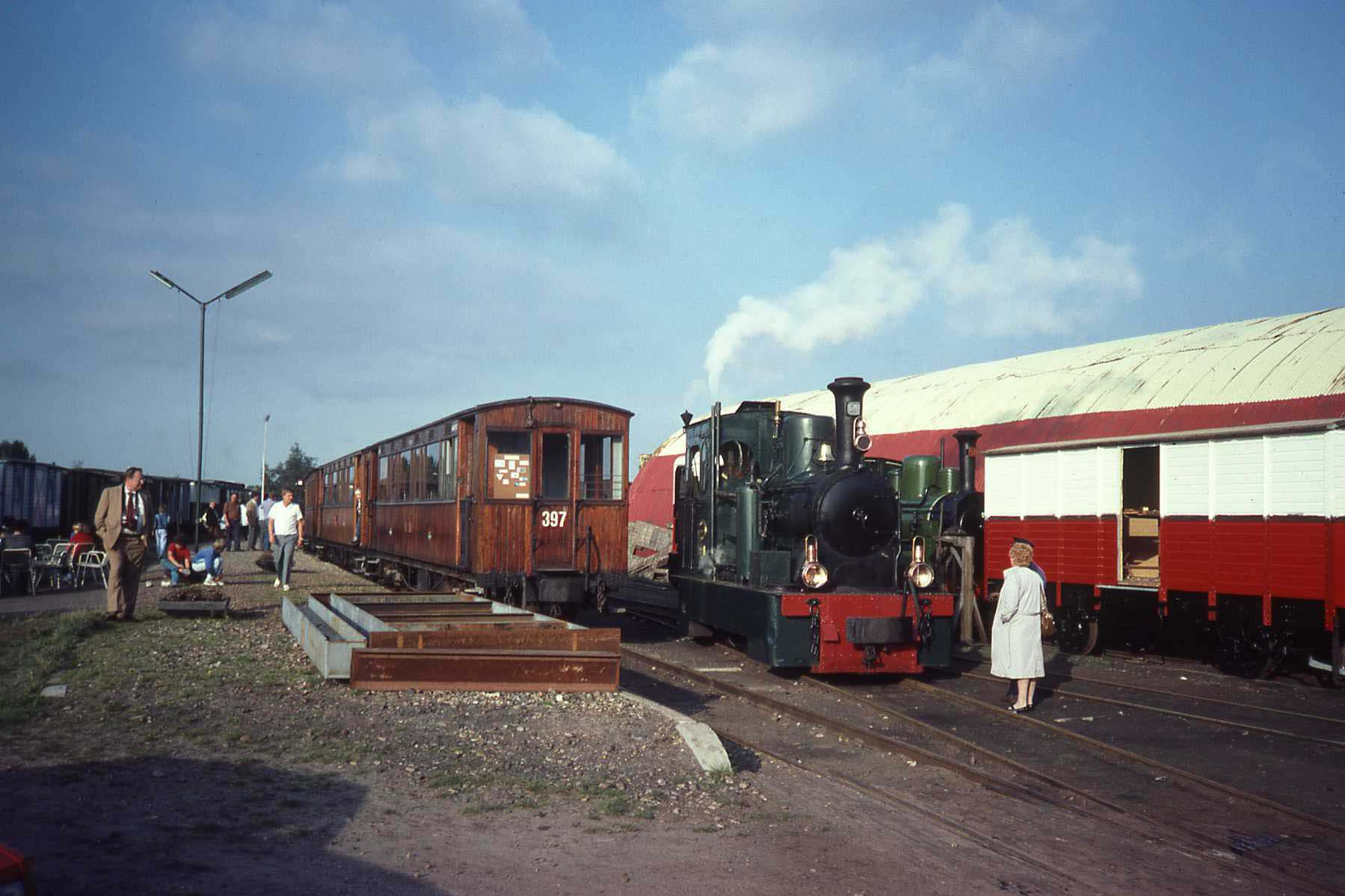
Van 1966 tot 1989 was RTM-museum gevestigd aan de haven van Hellevoetsluis.

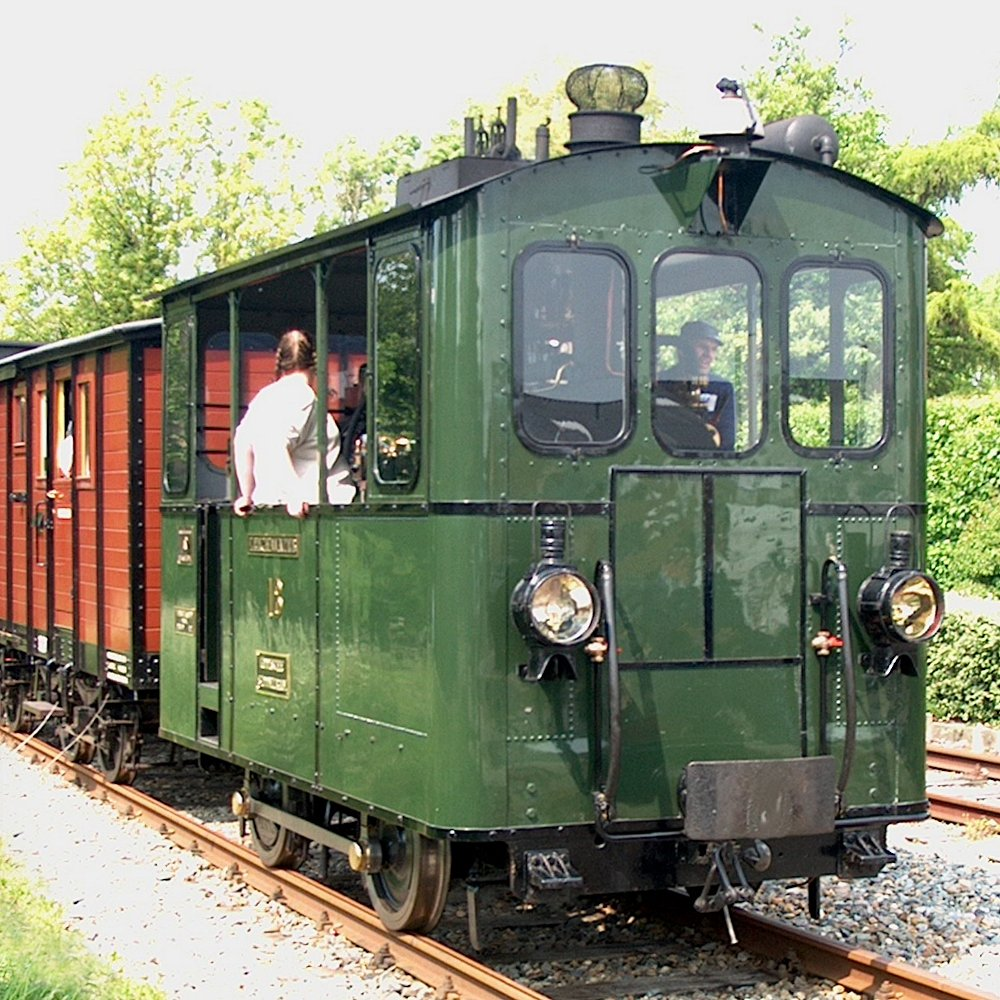
Stoomtramloc 18 'Leeghwater', afkomstig van de Gooische Stoomtram, werd verworven en als eerste gerestaureerd in dienst gesteld in 1967. Sinds 1968 rijdt de loc bij de Museumstoomtram Hoorn - Medemblik.

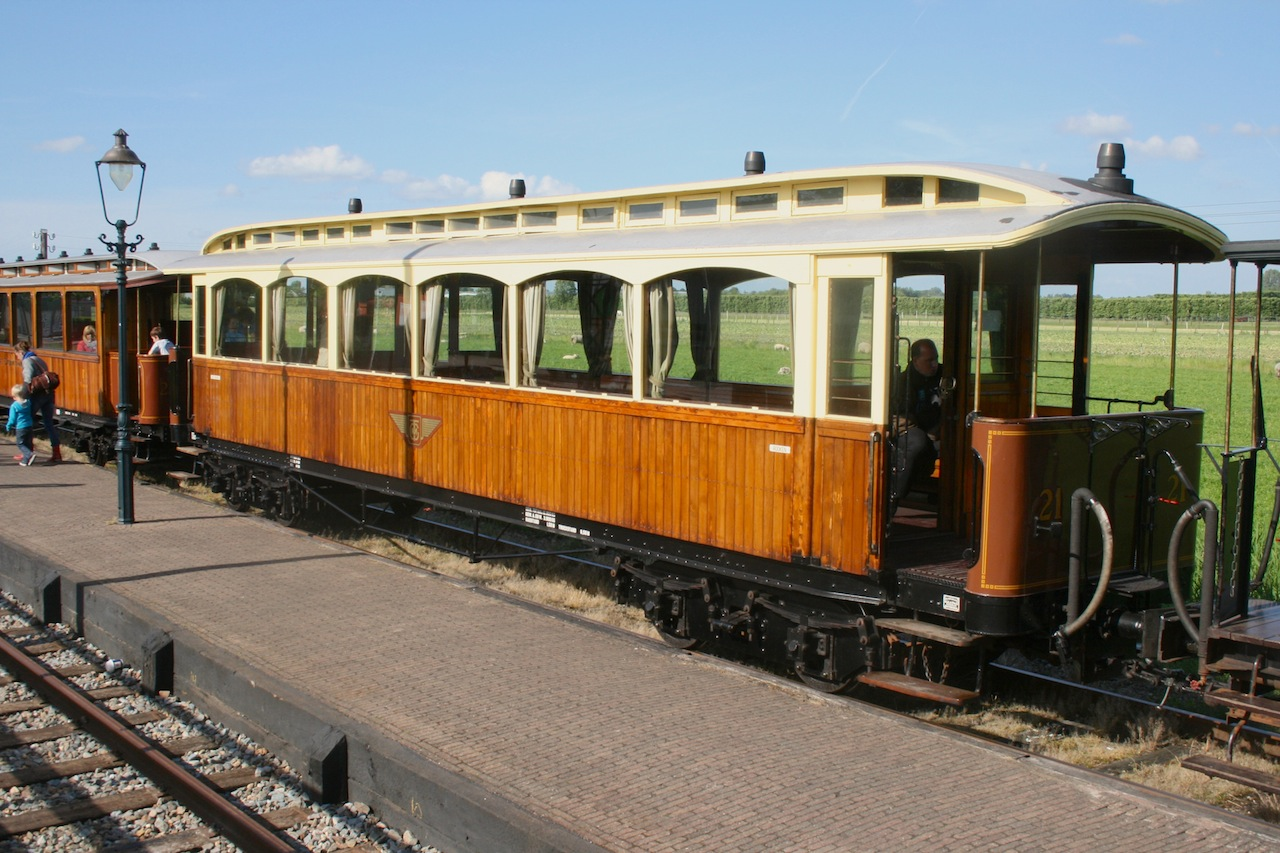
SHM-rijtuig AB 21 van de Gooise Tramweg Maatschappij, te Wognum. Dit rijtuig werd als NZH B26 in 1961 samen met de NZH A327 door de Nederlandse Vereniging van Belangstellenden in het Spoor- en tramwegwezen (NVBS) van de sloop gered en in 1972 te Hoorn gerestaureerd.

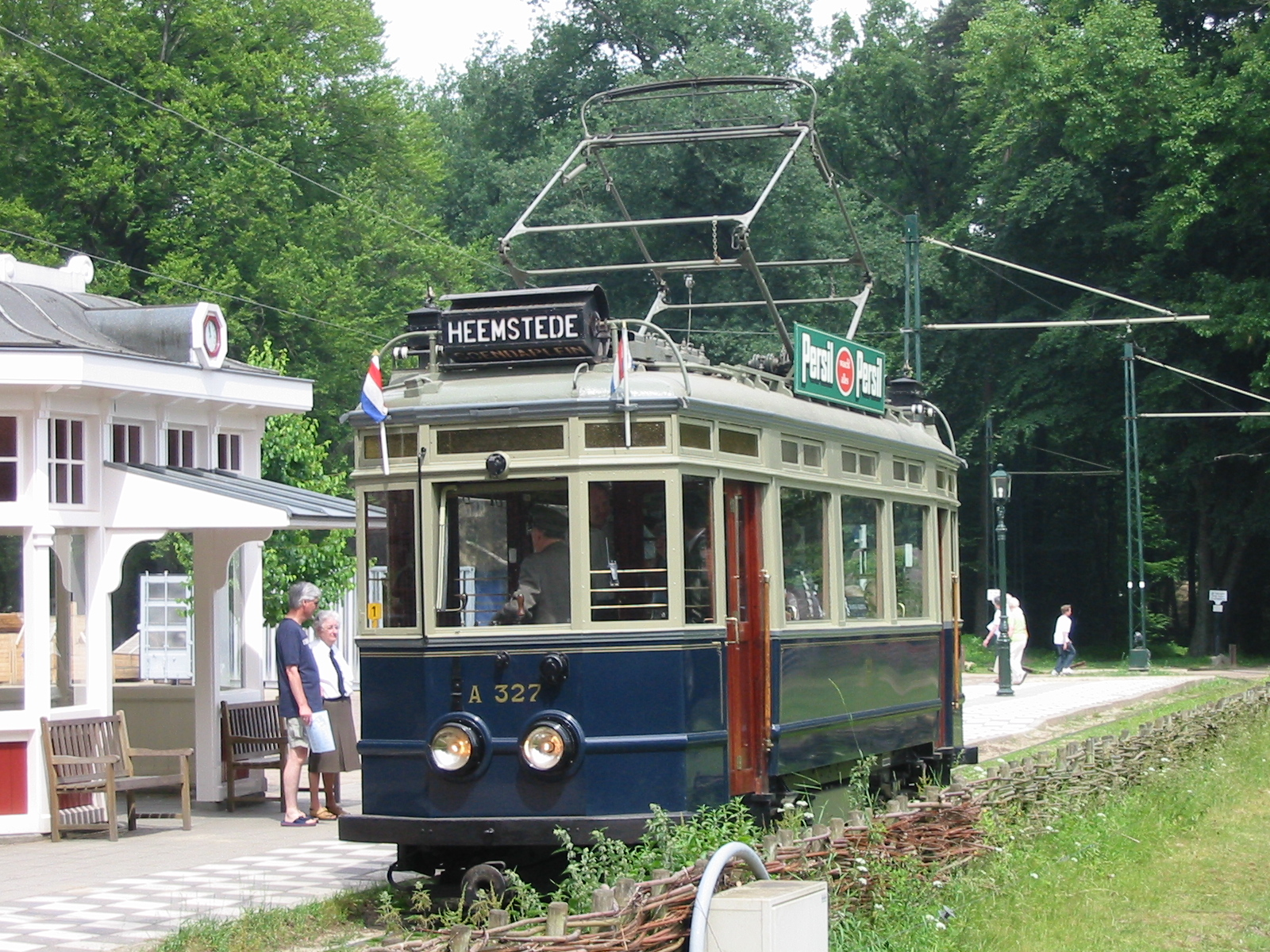
Trammotorwagen NZH A327, gebouwd in 1913 door Beijnes en afkomstig uit Haarlem en Leiden, werd als een van de eerste museumtrams voor sloop gered. De tram reed sinds de restauratie in rijvaardige staat in 1981 op diverse plaatsen, zoals in het Nederlands Openluchtmuseum te Arnhem.

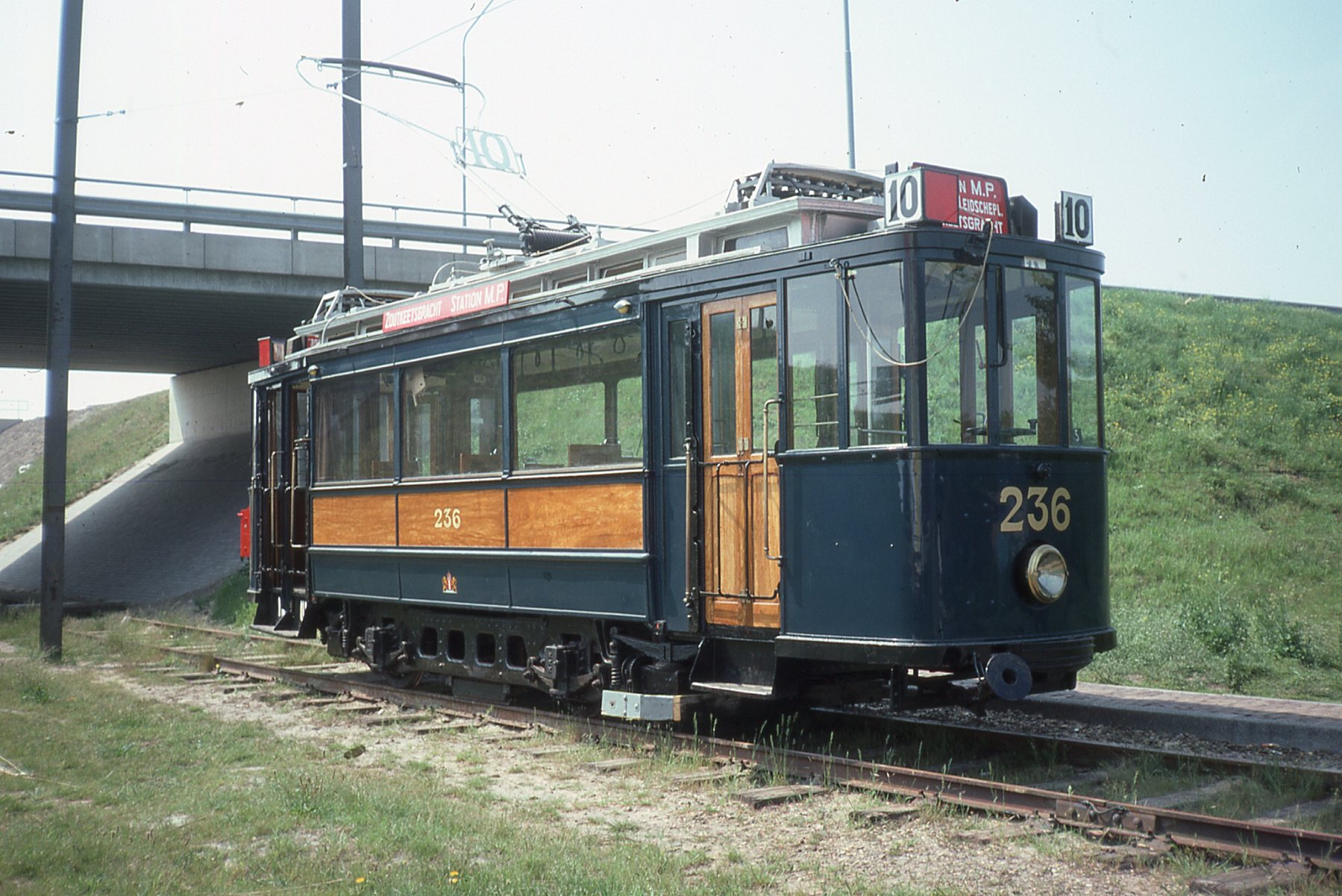
De Amsterdamse motorwagen 236 op de Electrische Museumtramlijn Amsterdam in 1976.

De Tramweg-Stichting (TS) is een Nederlandse stichting initieel opgericht voor het behoud, herstel en de exploitatie van historisch Nederlands trammaterieel. De stichting is door een aantal trambelangstellenden opgericht toen in 1965 het einde van de laatste tramlijnen van de Rotterdamsche Tramweg Maatschappij (RTM) naderde. Het idee was overgewaaid uit het buitenland. Met name in Engeland bestonden al diverse museumorganisaties waar ook met historisch spoor- of trammaterieel voor publiek werd gereden.

## Geschiedenis

### Oprichting
In de jaren na de Tweede Wereldoorlog werden vele oude trams vervangen door modern materieel (trams of bussen). Met het verdwijnen van de oude vooroorlogse trams in Amsterdam, Den Haag en Rotterdam en de opheffing van de laatste interlokale stoom-, motor- en elektrische trams (de Blauwe Tram, de Gelderse Tram, de Gooische Stoomtram en de RTM) ontstond rond 1960 de wens om toch iets daarvan voor het nageslacht te bewaren. Incidentele acties tot behoud van oud materieel leidden soms tot succes, soms niet.
Na de oprichting van de Tramweg-Stichting groeide de collectie museumtrams in de jaren zestig en zeventig snel. Men probeerde zo veel mogelijk materieel te redden. In de jaren zeventig werden elektrische trams uit onder andere Amsterdam, Den Haag, Rotterdam, Leiden en Utrecht in de collectie opgenomen.

### Aankoop materieel RTM
Ook stoom- en dieseltrams werden verzameld. Hiertoe behoorde een groot deel van de boedel van het in 1966 opgeheven trambedrijf van de RTM, dat in Hellevoetsluis werd opgeslagen. Ook in Hoorn werd trammaterieel verzameld en werd een begin gemaakt met het rijvaardig maken en rijden. Uit deze initiatieven zijn de Museumstoomtram Hoorn-Medemblik in Hoorn en het museumbedrijf in Hellevoetsluis (thans de Stichting voorheen RTM te Goedereede) voortgekomen. 

### Werkgroepen
In de drie grote steden Amsterdam, Den Haag en Rotterdam ontstonden werkgroepen die zich met materieel uit die steden gingen bezighouden. Uit deze activiteiten zijn de respectievelijke plaatselijke museumorganisaties voortgekomen: de Electrische Museumtramlijn Amsterdam, het Haags Openbaar Vervoer Museum en het Trammuseum Rotterdam.
Wegens de groei van activiteiten en het steeds sterker verschillende karakter van de inmiddels ontstane museumbedrijven werden deze in de jaren tachtig ondergebracht in zelfstandige organisaties.
Door een werkgroep in Voorburg werd tussen 1976 en 1985 de wagenbak van de laatst overgebleven Boedapester-tram van de NZH in jarenlange arbeid herbouwd tot een Boedapester-stuurstandrijtuig. Het rijtuig kreeg weer het oorspronkelijke nummer B412. Vanaf 1986 is deze tram ondergebracht in het NZH-Vervoermuseum te Haarlem.
De Tramweg-Stichting bleef hierna actief met de restauratie en fondsenwerving van diverse museumtrams. In de jaren negentig werd nog meegewerkt aan de totstandkoming van de tramlijn bij het Nederlands Openluchtmuseum te Arnhem. In 2021 waren er nog twee werkgroepen actief in Scheveningen en in Overloon, waarbij er in Scheveningen bij diverse gelegenheden ook ritten met hun materieel worden gemaakt. De Stichting TramWerk verrichtte in samenwerking met de TS restauratiewerk aan diverse oude trams.
Omdat er wegens verbouwing van de remise Scheveningen geen plek meer was voor de trams van de TS, is het materieel van de werkgroep Scheveningen in 2023 opgegaan in het Haags Openbaar Vervoer Museum. De HTM 779 en de NZH B 37 gingen in 2021 naar de EMA en de NZH C 106 vertrok in 2023 naar de SHM te Hoorn. Met de overbrenging van de TET 1 in januari 2024 uit Overloon naar Haaksbergen is de werkgroep uit Overloon gestopt en is het project overgedragen aan de SHSEL. In maart 2024 zijn ook de overige tramwagens uit Overloon vertrokken, zij zijn opgeslagen in een loods te Aalsmeer.

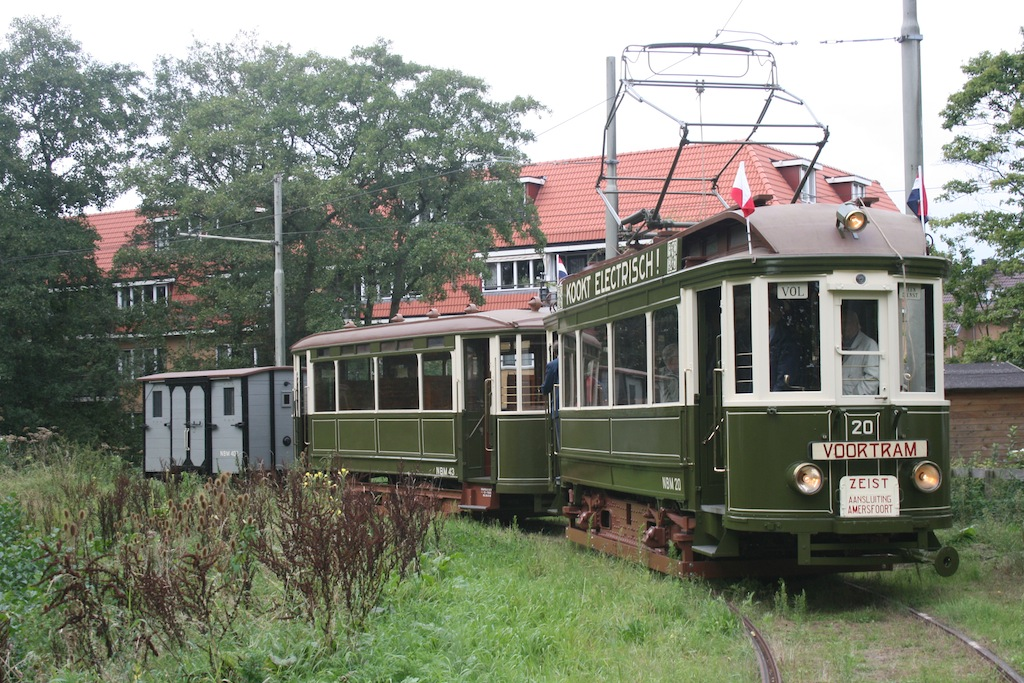
Tramstel NBM 20 + 43 + 402 van de stichting Stichts Tram Museum op de Electrische Museumtramlijn Amsterdam te Bovenkerk; 21 september 2012.

Uit de Tramweg-Stichting is ook de stichting Stichts Tram Museum (STM) voortgekomen, deze organisatie heeft de in Amsterdam verblijvende gerestaureerde NBM-trams (o.a. motorwagen NBM 20 en bijwagen NBM 43) uit de TS-collectie overgenomen.

### Aankoop boedel AOM
In september 2010 werden 55 bewaard gebleven trams overgenomen door de Tramweg Stichting. Het ging om de failliete boedel van het Amsterdams Openbaar Vervoer Museum (AOM). Deze in 1987 opgerichte organisatie (niet te verwarren met de Elektrische Museumtramlijn Amsterdam) had in de loop der jaren een groot aantal trams verzameld en deels gerestaureerd en organiseerde tot 2005 toeristische tramritten door Amsterdam. Dit materieel stond van 1996 tot 2005 opgesteld in de remise Tollensstraat. Deze werd echter bestemd voor andere doeleinden (tot 2010 was dit leegstand), zodat (een deel van) de trams in opdracht van de gemeente in 2005 werden overgebracht naar een loods in Amsterdam-Noord.
Het AOM ging in juni 2010 failliet. De Tramweg-Stichting kocht vervolgens met medewerking van gemeente en particulieren de Amsterdamse trams uit de AOM-boedel aan. Het gaat daarbij om onder meer de Amsterdamse Union 144, de ex-Utrechtse 301, de middeninstapper 946 en de nog te restaureren open bijwagen 606. Het AOM bezat ook trams uit andere steden in binnen- en buitenland, waarvoor een andere bestemming werd gezocht. Het in Amsterdam-Noord gestalde materieel werd in de eerste maanden van 2011 overgebracht naar het Haarlemmermeerstation, naar een loods in Wervershoof en naar museumorganisaties elders.
In Wervershoof verbleven: 236, 321 (ex-H1), 340 (ex-H42), 467; 739, 748, 816, 820; H45, P7 (ex-H37), Rr2, SL2, Sv1, Sv2; H11 (ex-999), H14, H17 (ex-780); vier incomplete wagenbakken: 133, 606, 679, proeflagevloermiddenbak (ex-886).
In december 2014 werd de loods in Wervershoof ontruimd en verhuisden zo’n twintig trams naar elders. De P7 en Rr2 gingen naar de remise Karperweg in Amsterdam. De overige vertrokken trams naar een loods in Nagele, behalve bijwagen 820, die voor sloop werd afgevoerd; het onderstel bleef bewaard. Vanuit Amsterdam ging de H41 naar Nagele en vanuit Overloon verhuisde de H44 daarheen. 
In augustus 2017 werden de GTA 822 en open werkwagen GVB H2 van Overloon naar Nagele overgebracht.
In het voorjaar van 2023 werden de in Nagele opgeslagen trams overgebracht naar een opslagruimte te Aalsmeer. De wagenbak van de 133 werd gesloopt. Ook de Sv2 werd in 2023 gesloopt.

### Amsterdam Vervoer Museum (AVM)
De door de Tramweg-Stichting in 2010 verworven Amsterdamse museumtrams zijn per 21 november 2014 ondergebracht in een nieuwe Amsterdamse beheersstichting: Stichting Beheer Collectie Amsterdam Vervoer Museum (SBCAVM). De Tramweg-Stichting heeft daarmee ook afstand gedaan van deze collectie.

### Recente activiteiten

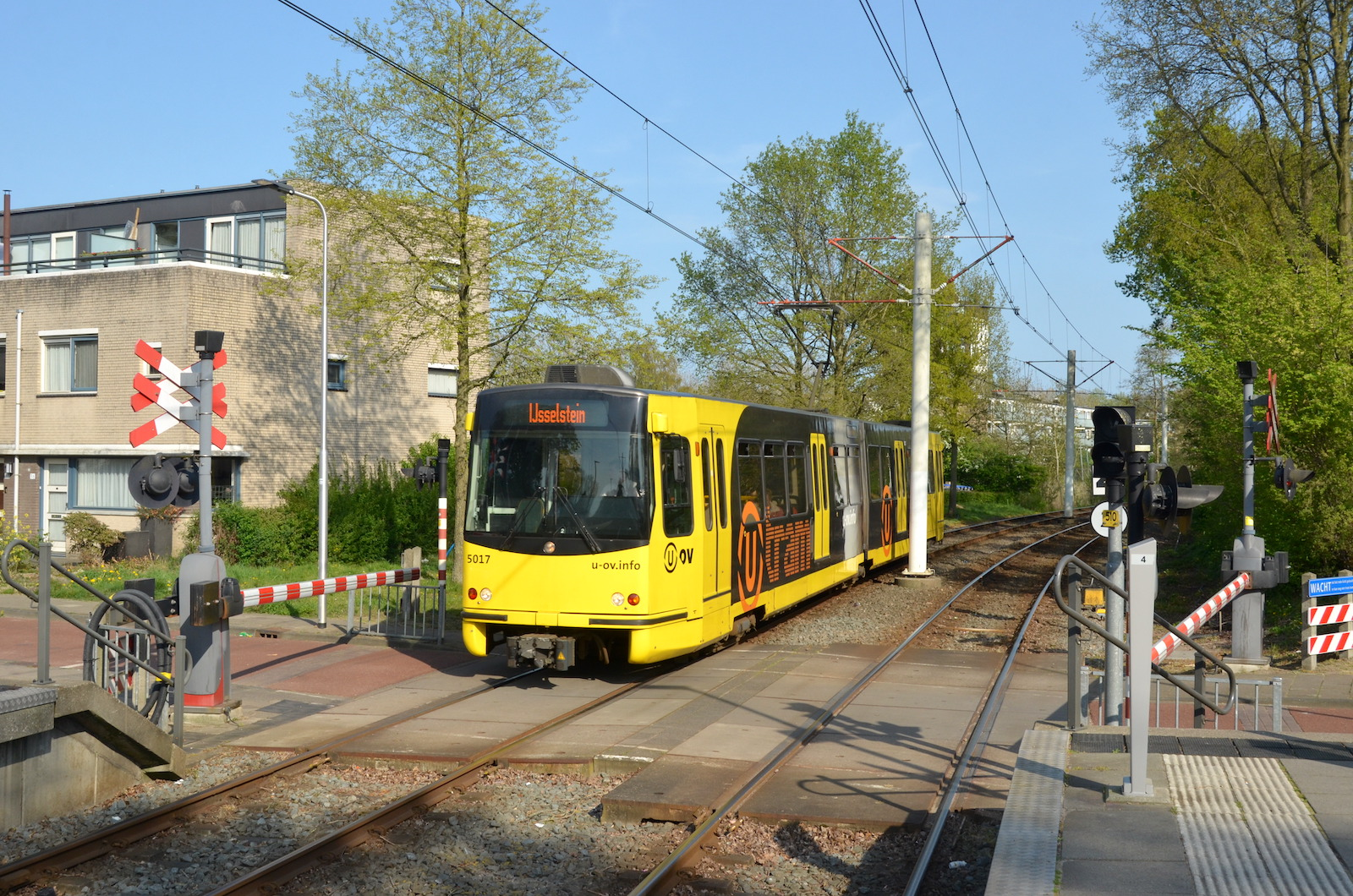
Tramstel 5017 van de Sneltram Utrecht.

De wagenbak van motorwagen 1 van de Twentsche Electrische Tramweg Maatschappij (TET) 1 is door de Tramweg-Stichting in 2016 verworven. Deze wagenbak is het laatste overblijfsel van de TET die van 1908 tot 1933 een tramlijn exploiteerde tussen Enschede en Glanerbrug. Er reden negen motorwagens en enkele bijwagens. De wagenbak van de TET 1 bleef bewaard als tuinhuisje in Overdinkel en verkeerde na 83 jaar nog in goede staat. Op 17 september 2016 is de TET 1 van zijn sokkel gelicht en getransporteerd naar opslagloods in Nagele in afwachting van restauratie. In augustus 2017 verhuisde deze naar de opslag in Overloon voor herstel. De tram ging in januari 2024 in bruikleen naar de Stichting Historische Sociëteit Enschede - Lonneker. De Museum Buurtspoorweg te Haaksbergen biedt tijdelijk onderdak voor verdere restauratie om de tram te kunnen presenteren tijdens 750 jaar Enschede.
In 2020 heeft de Tramweg-Stichting als tussenpersoon gefungeerd voor het behoud van een tramstel van de Sneltram Utrecht. Uit de serie Zwitserse trams uit 1983, die in 2020 werd afgevoerd, bleef de 5017 bewaard. Het tramstel is eigendom van het Nederlands Transport Museum te Nieuw-Vennep.

## Materieeloverzicht (stand augustus 2024)

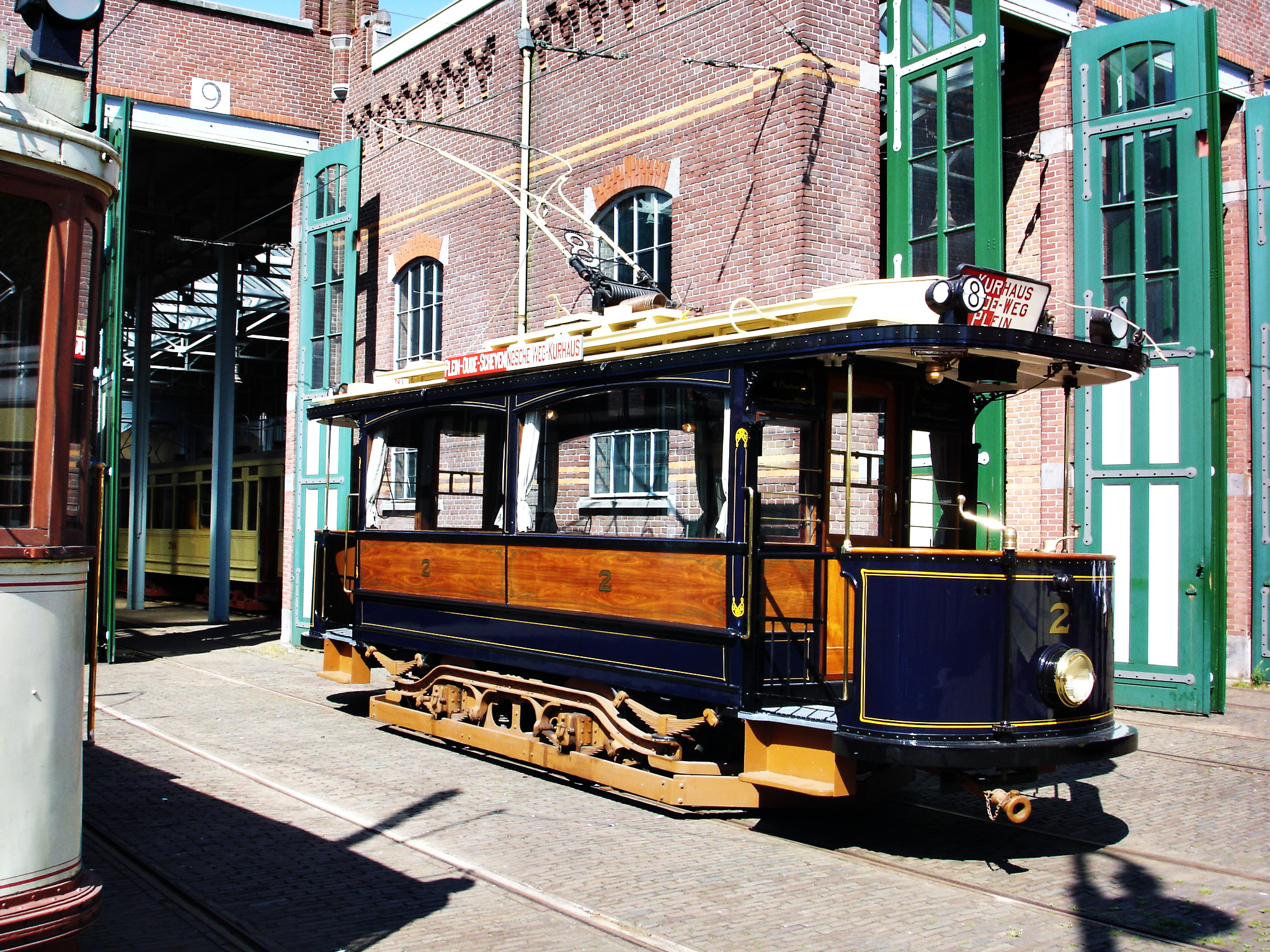
Replica van motorwagen 2 (ex-Gemeentetram Amsterdam 72), bouwjaar 1903. Remise Frans Halsstraat, Den Haag.

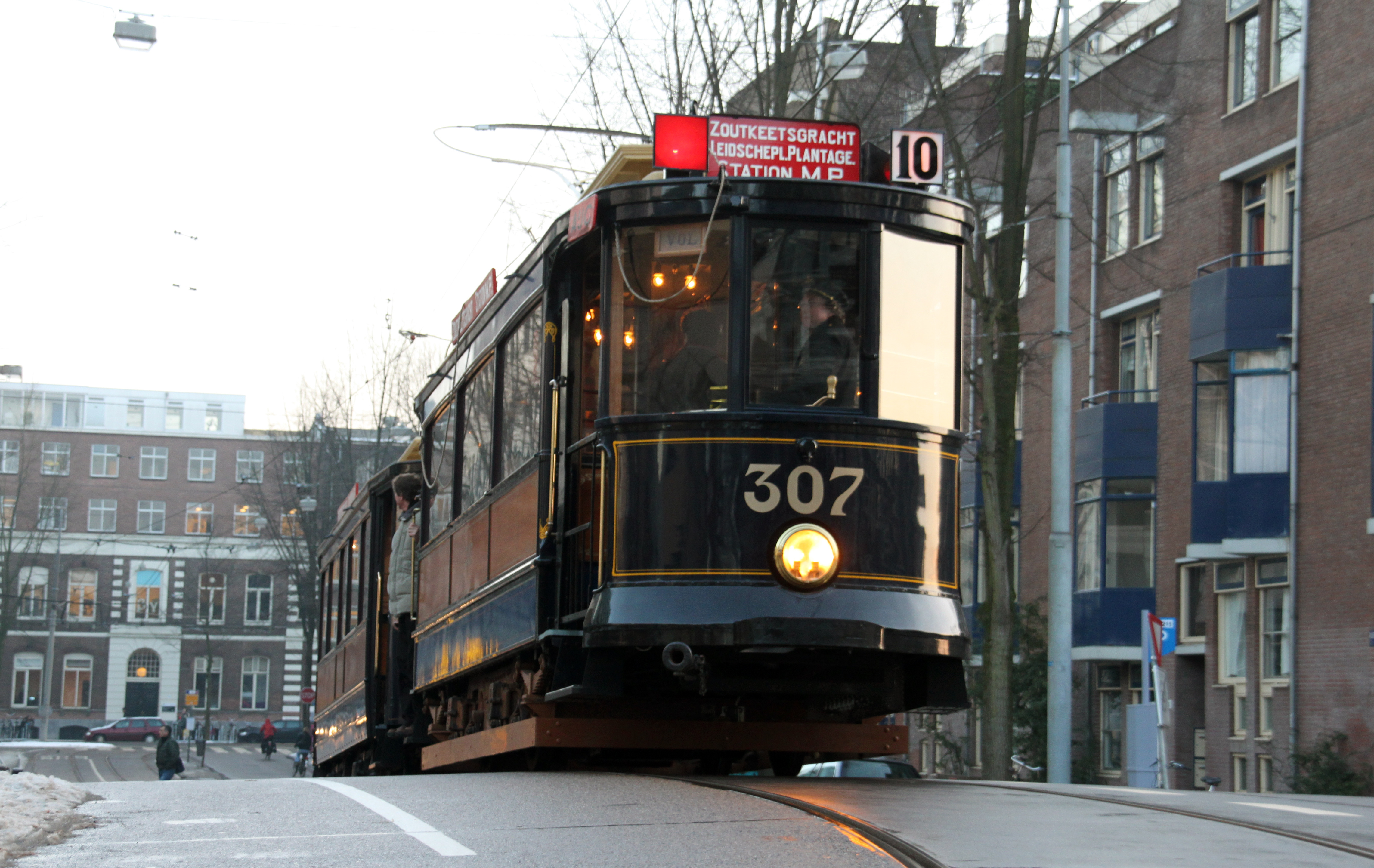
Trammotorwagen 307 (gebouwd in 1910) van de Gemeentetram Amsterdam in de Roetersstraat.

## Materieeloverzicht (stand augustus 2024)[4]

### In bruikleen bij het HOVM (Den Haag)
- 4 motorwagens: HTM 77, HTM 294 (in restauratie), NZH A106, A327.
- 1 bijwagen: NZH B 303
- 1 open bijwagen: HTM 402 (in restauratie)
- 1 gesloten goederenwagen: NZH C 32 (reconstructie NZH

### In eigen beheer (Den Haag)

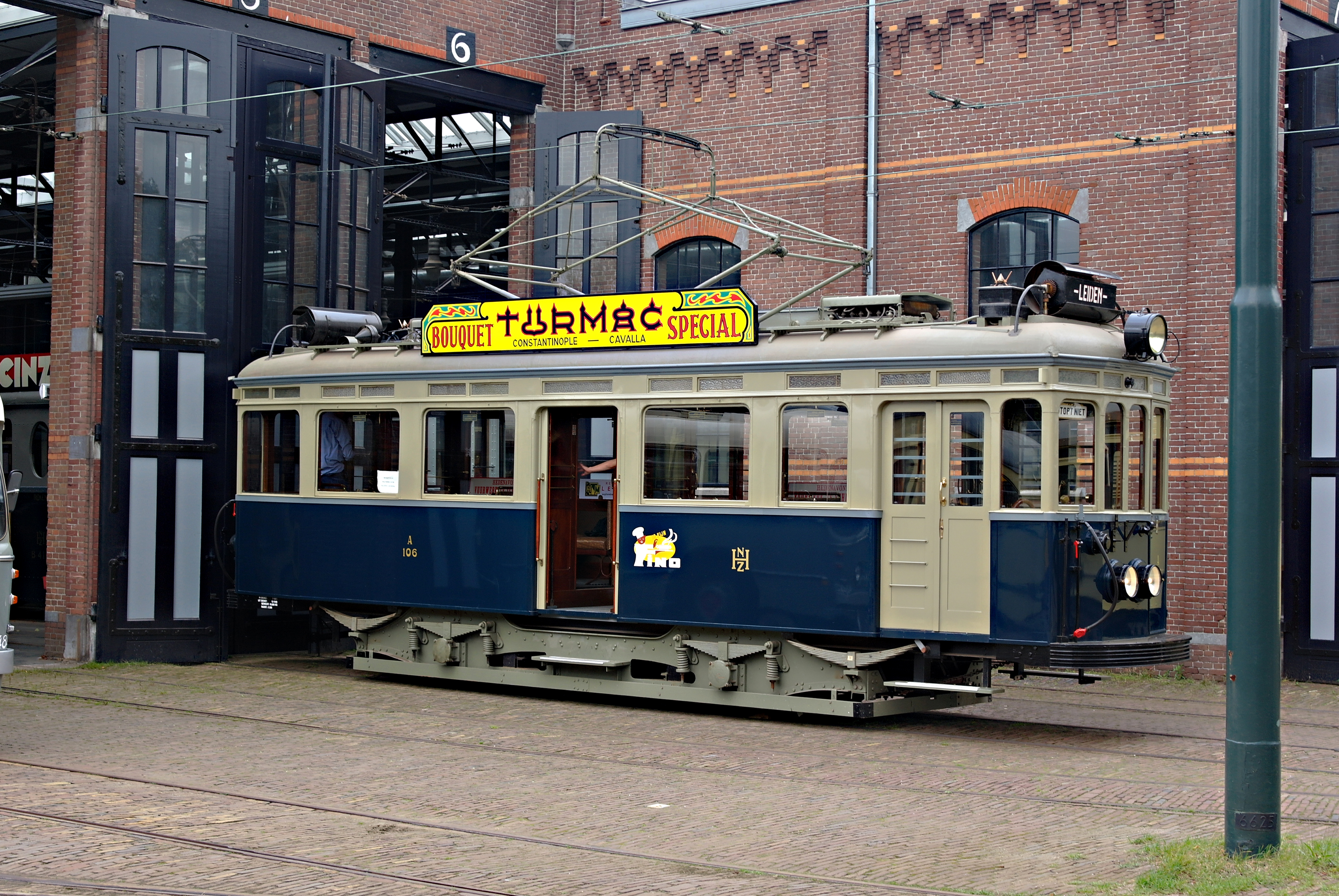
Zijaanzicht van motorwagen NZH A106 bij het openbaar vervoermuseum in Den Haag, 11 september 2011.

- 1 motorwagen: HTM 58 (in bruikleen van Stichting de Wassenaarse Tram)

### In bruikleen bij het ROVM (Rotterdam)

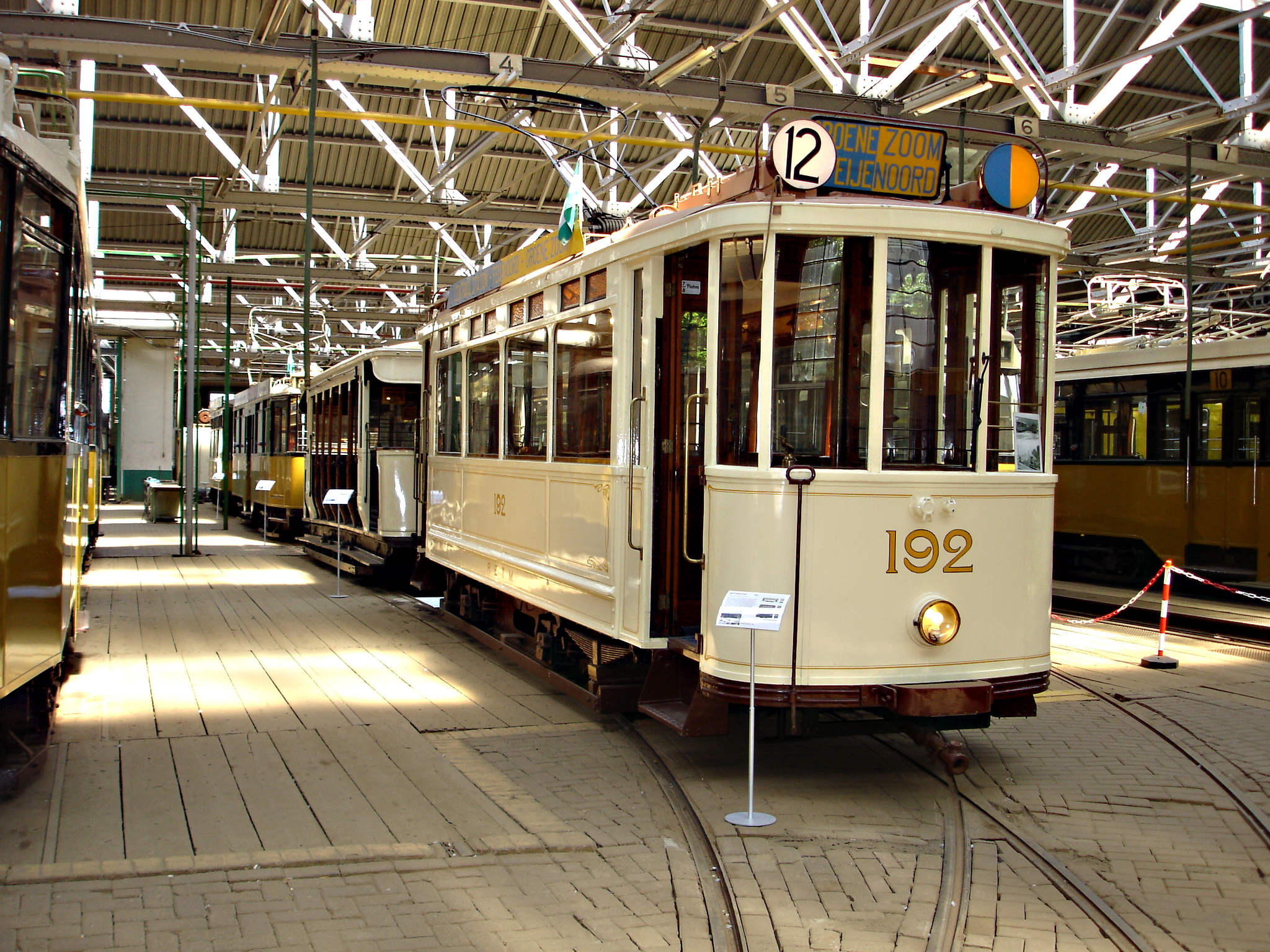
Parkwagen RETM 192, in originele staat als lijn 12; Remise Kootsekade, te Rotterdam-Hillegersberg.

- 5 motorwagens: RET 192, 210, 220, 303, 408, 509
- 3 bijwagens: RET 387, 1008, 1355
- 1 slijpmotorwagen: RET 2302
- 1 zoutwagen: RET 545

### In bruikleen bij de SHSEL (Haaksbergen)
- 1 wagenbak van motorwagen: TET 1

## Tramweg-Stichting en Stichting Tramwerk
Om diverse restauraties te kunnen opstarten en voltooien van met name Amsterdamse trams is Stichting Tramwerk opgericht. Door deze stichting zijn diverse projecten gerealiseerd, waarbij het ging om afbouw van ooit gestarte en later gestrande projecten, maar ook nieuw gestarte restauraties en deelrevisies. Motorwagen GTA 72 is een voorbeeld van een gestrand project wat in samenwerking met de HTM in 2003 weer opgestart is. De HTM heeft de revisie en restauratie feitelijk ter hand genomen op het oog van het toen aanstaande jubileum in 2004. Stichting Tramwerk werkte fysiek hieraan mee maar deed ook het nodige aan historisch onderzoek. De motorwagen is in dienst gesteld met het fictieve nummer HTM 2, voortkomend uit de eerste Haagse serie twee-assers waar geen representant meer van over is. Na 12 jaar in Den Haag museumdienst gereden te hebben is deze tram teruggekeerd naar Amsterdam met haar oorspronkelijke nummer GTA 72.
Het kunnen restaureren van de diverse trams door Stichting Tramwerk is met name te danken aan de HTM die vanaf 2003 ruimte ter beschikking stelde om zo het werk te faciliteren. Tijden veranderen en de HTM had de ruimte hard nodig voor andere doelen, waardoor in 2021 afscheid is genomen van de Haagse locatie. Het werk aan de Amsterdamse trams werd voortgezet bij de Museumtramlijn en vanaf 2022 ook bij het NZH-Vervoermuseum te Haarlem.
De GTA 72, 1236 (ex-236), 307, 663, 748, 946 en HTM 58 zijn tussen 2003 en 2021 door Stichting TramWerk in de remise Lijsterbesstraat in Den Haag gerestaureerd. De GVB 754 wordt te Haarlem gerestaureerd.

### Afbeeldingen

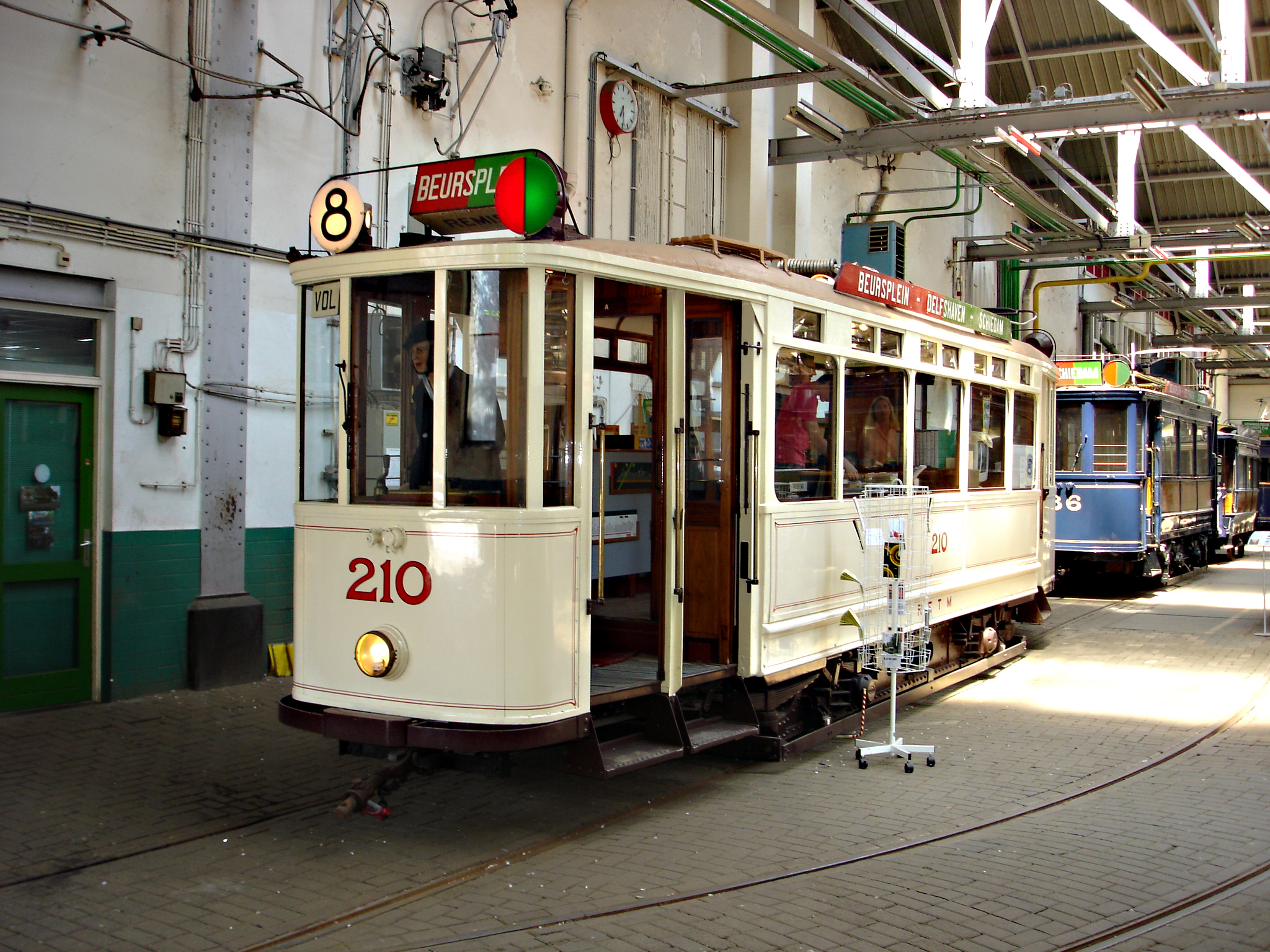
Delmez motorwagen RETM 210, in originele staat gerestaureerd, is tevens verkoopwagen in het Trammuseum Rotterdam.
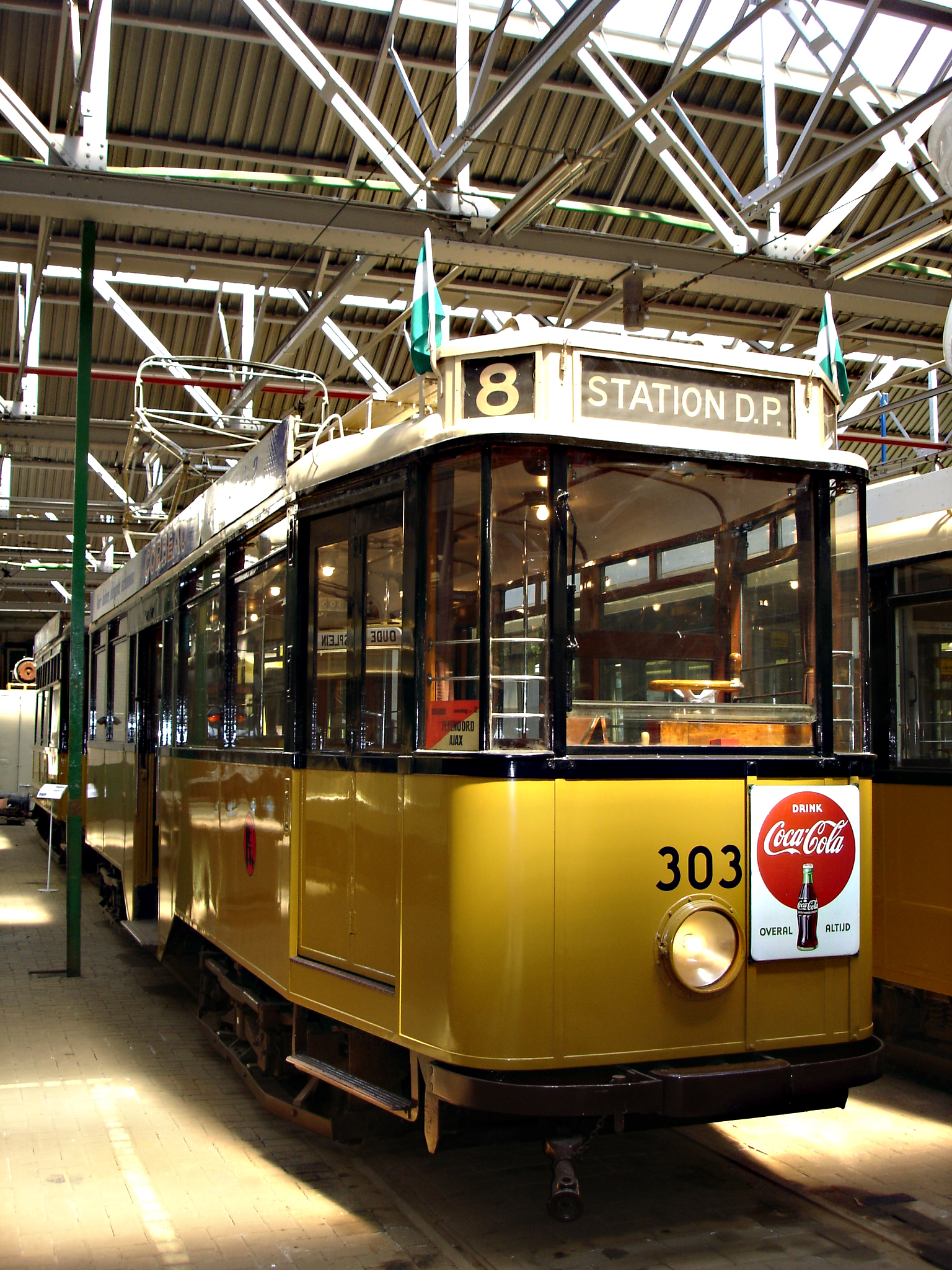
Ook motorwagen RET 303 is gerestaureerd en rijvaardig.
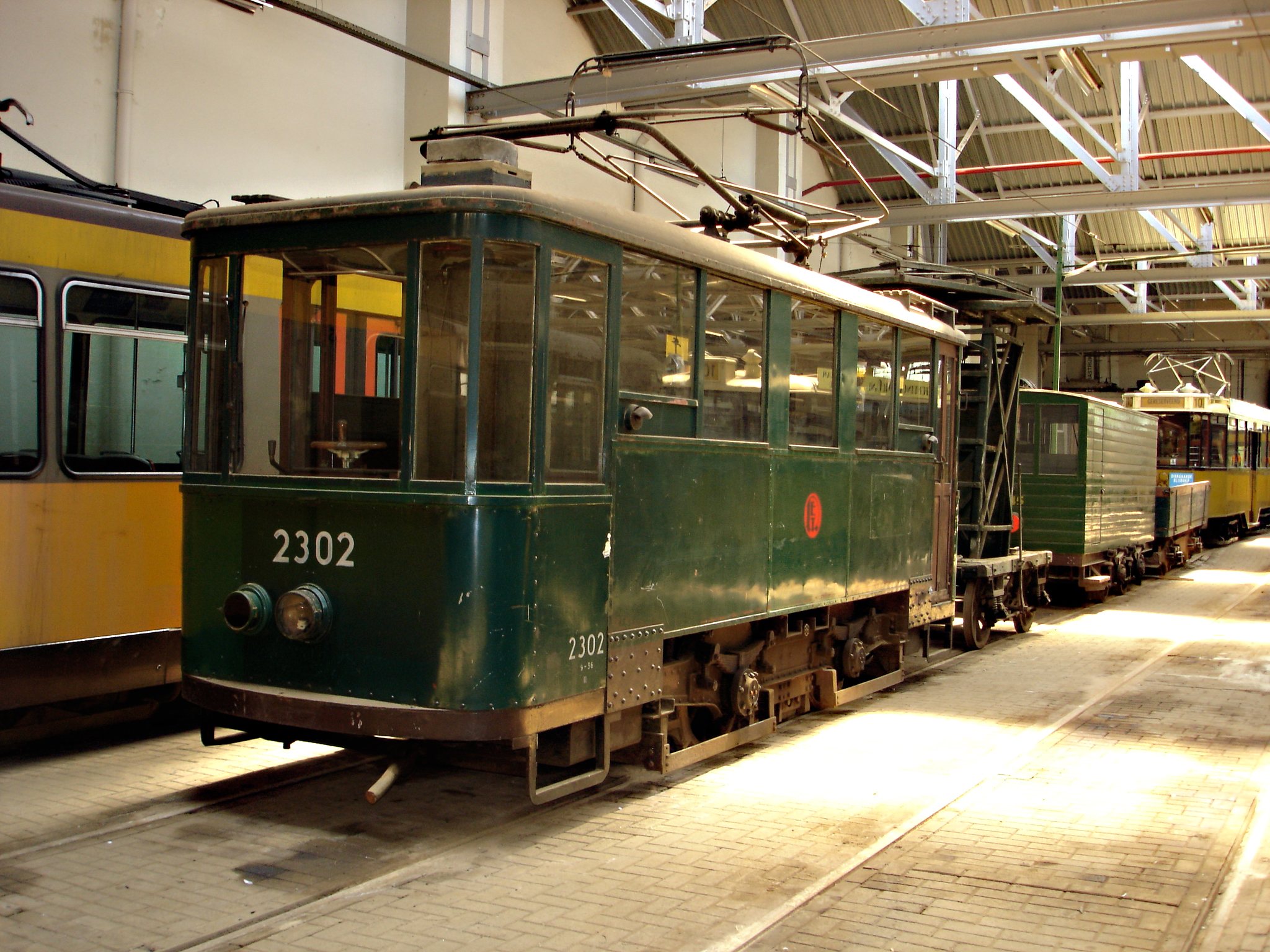
Slijpmotorwagen RET 2302 als museumobject.
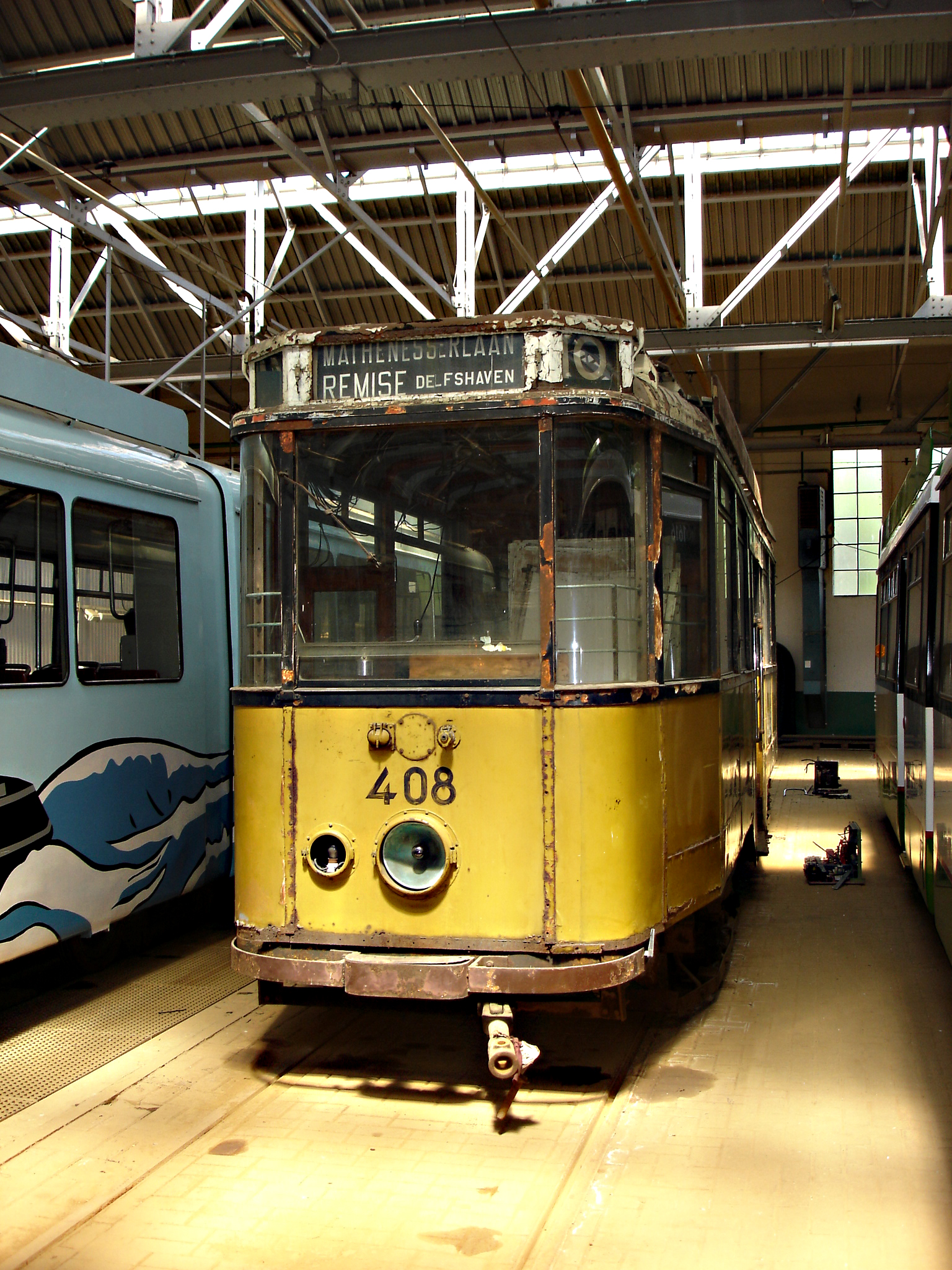
Motorwagen RET 408, oudste bewaard gebleven exemplaar van de serie 401-570, moet nog gerestaureerd worden.
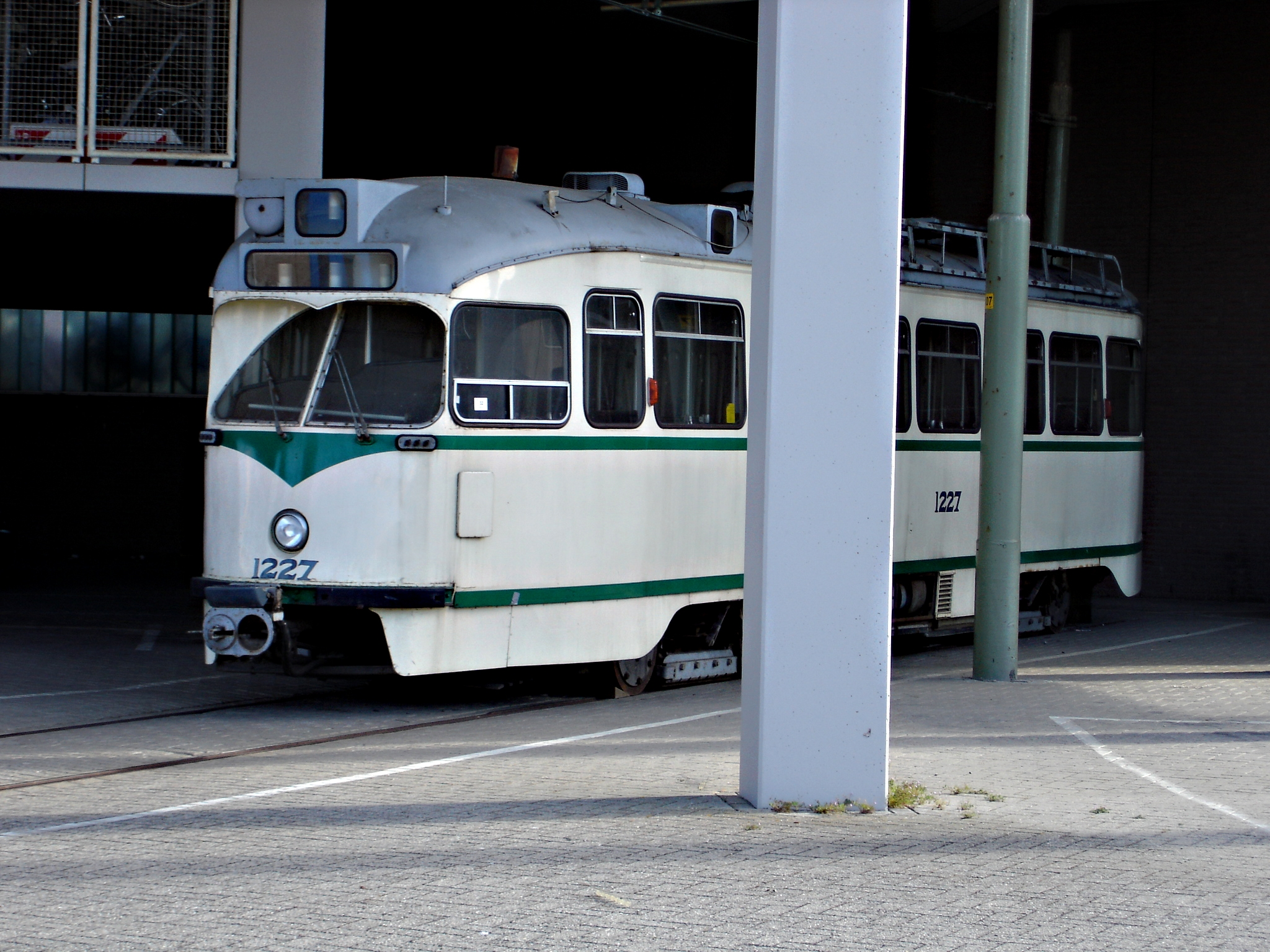
Op het achterterrein van de remise Scheveningen stond jaren HTM PCC-car 1227 in afwachting van herstel. Deze tram ging voor revisie in 2020 naar het HOVM.
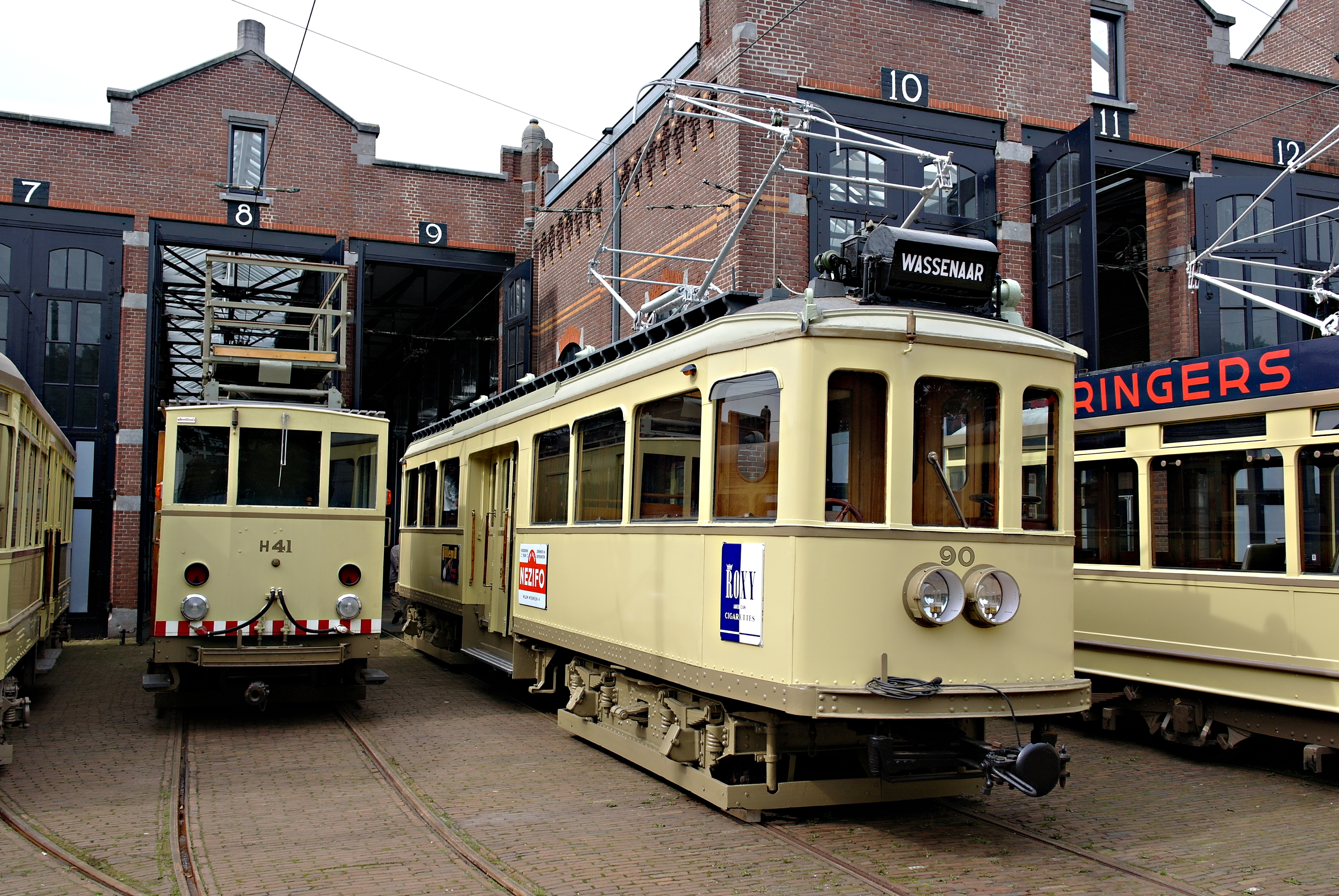
Motorwagen HTM 90 is geen officiële Haagse museumtram maar voor de manifestatie ‘Retourtje Leiden’ in 2011, door leden van de Tramweg-Stichting, werkgroep Den Haag, klaargemaakt om een Haagse ‘Limburger’ tentoon te kunnen stellen.
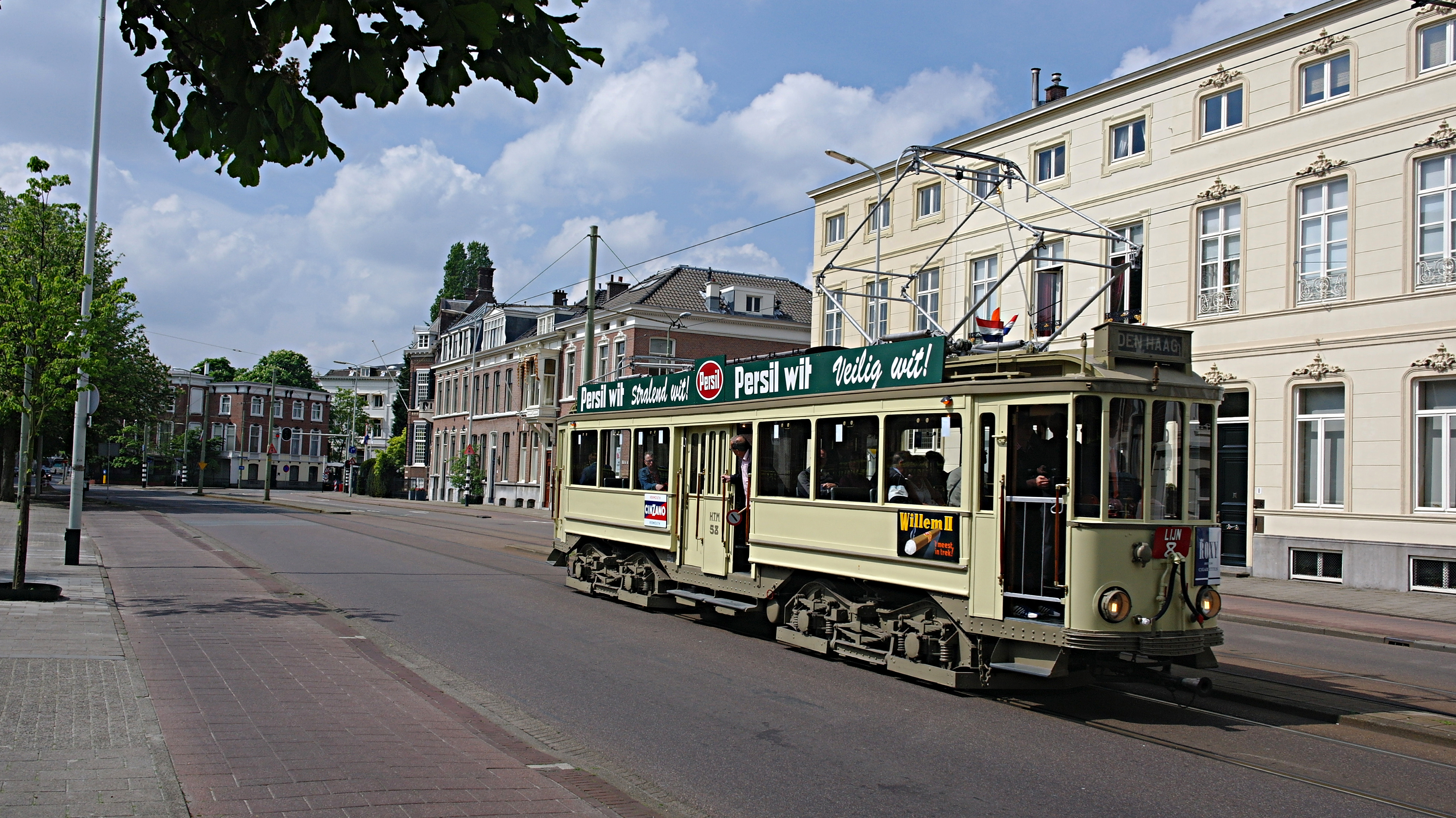
Buitenlijner HTM 58 is door TS-werkgroep Scheveningen geheel gerestaureerd. Publieksrit op 26 april 2014.
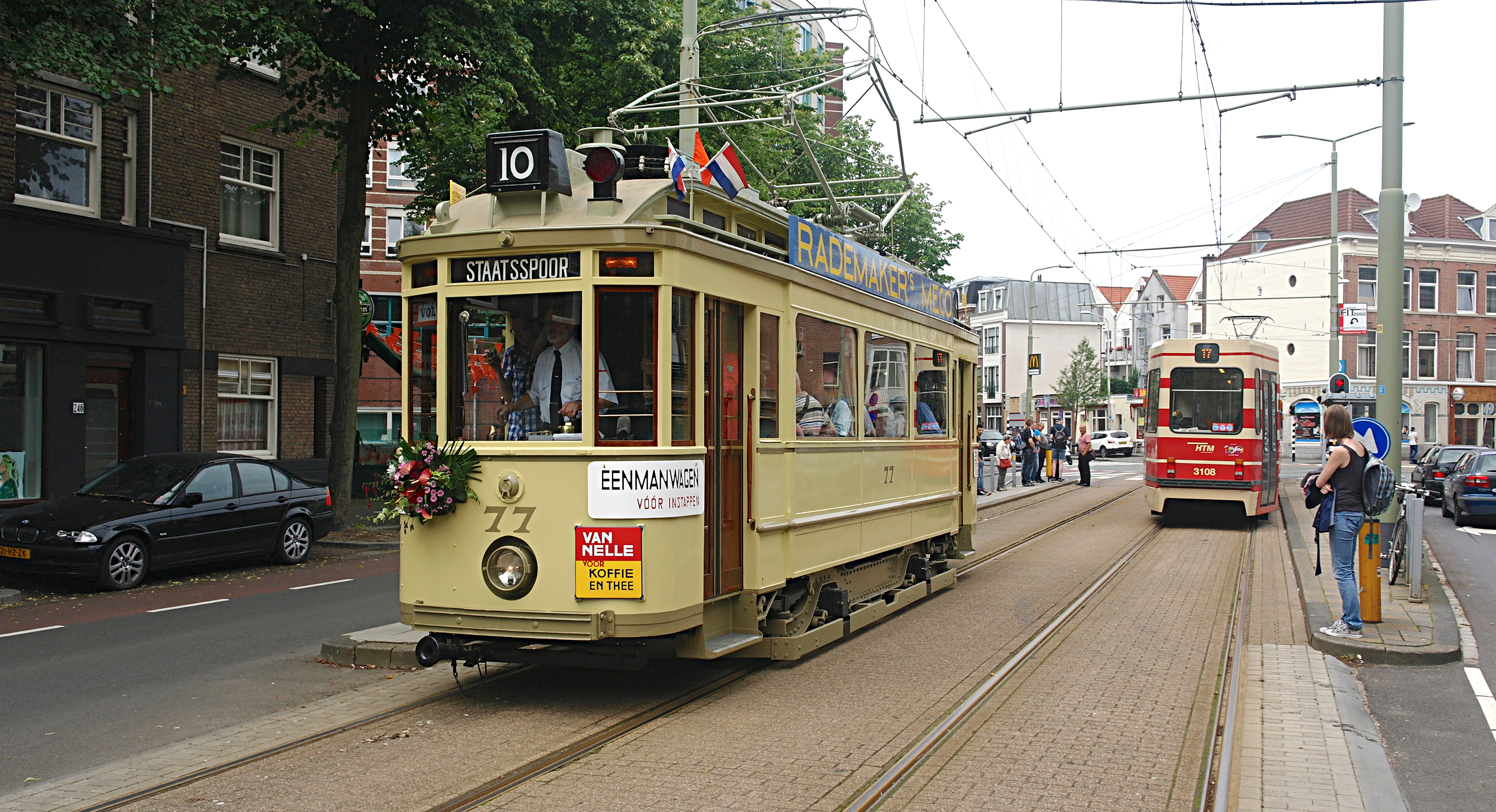
Gerestaureerde Ombouwer HTM 77. De motorwagen is uitgevoerd in de staat van de jaren dertig als eenmanwagen; 12 juli 2014.
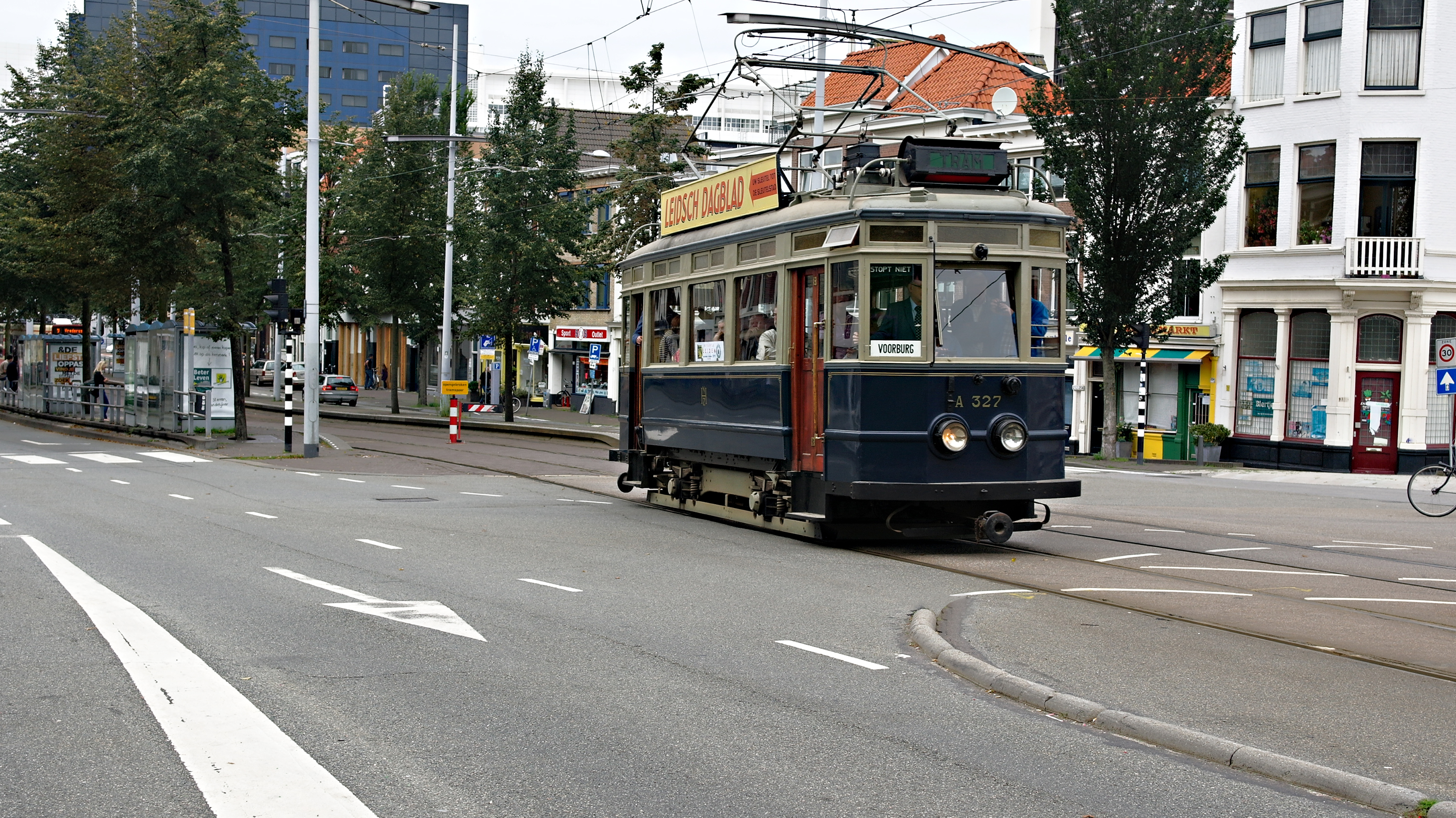
Motorwagen NZH A327 net over de brug van het Spui naar het Zieken in Den Haag. 14 augustus 2011.
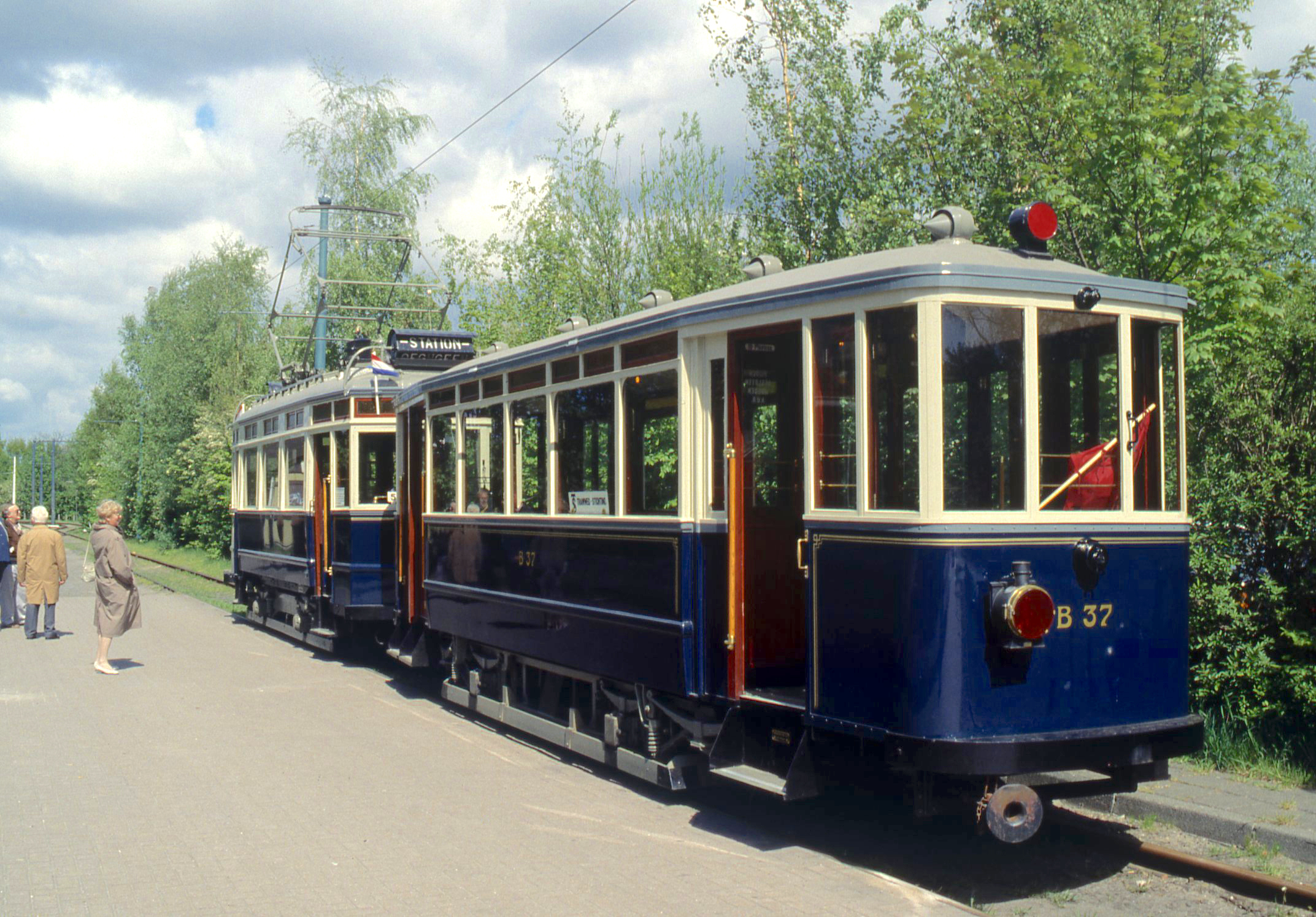
Bijwagen B37 is een uit de Amsterdamse bijwagen 766 verbouwde bijwagen in NZH-stijl, die dienst deed achter motorwagen NZH A327.
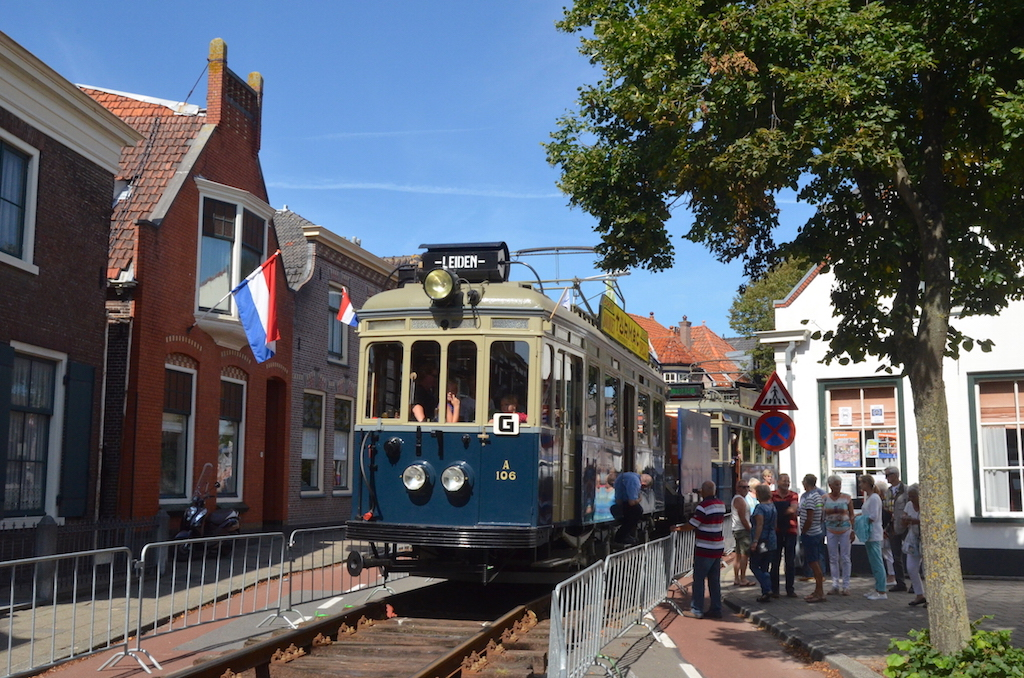
NZH-motorwagens A 106 en A 327 in de Rijnstraat te Katwijk rijden een pendeldienst op een tijdelijk tramspoor; 29 augustus 2015.
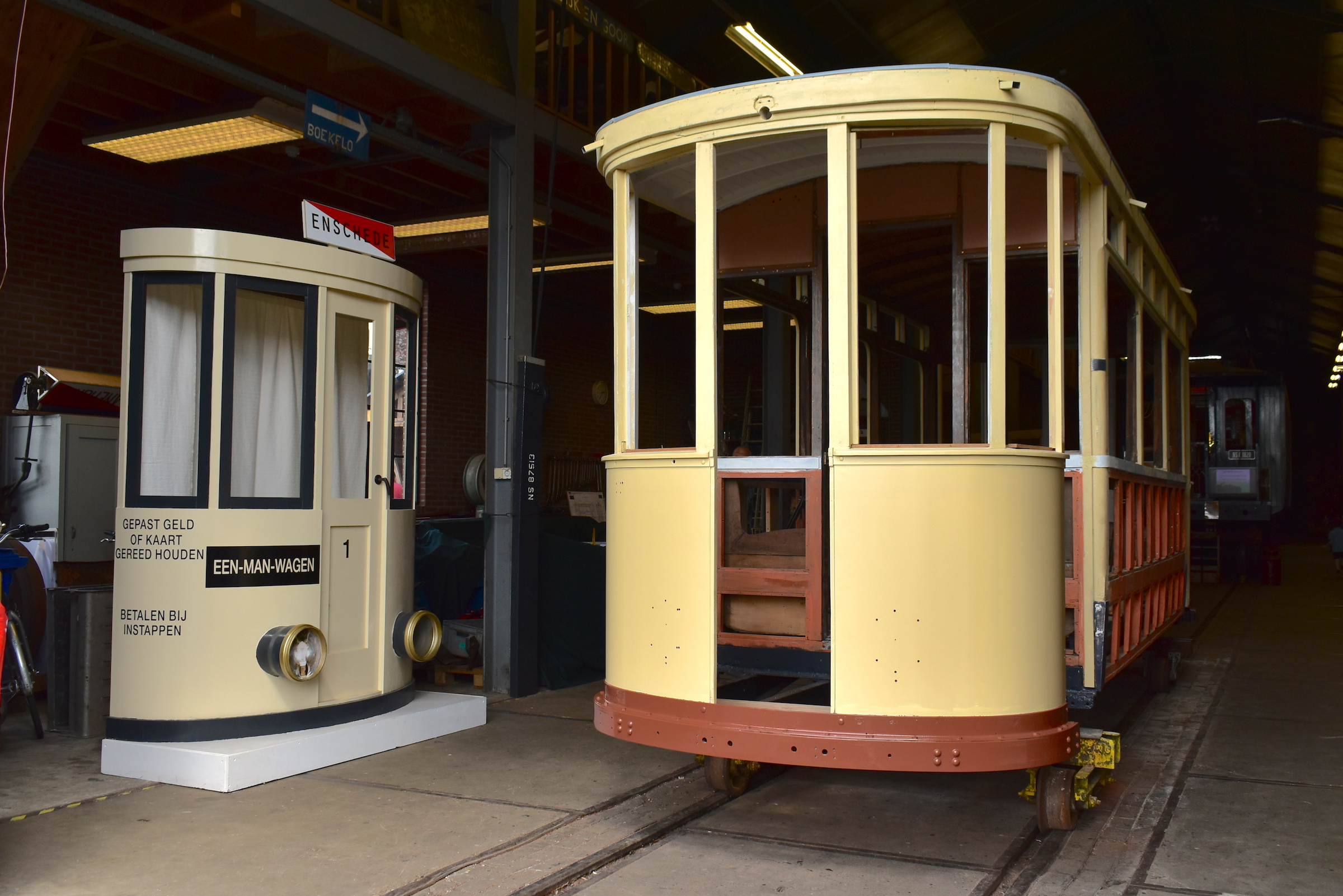
De wagenbak van motorwagen TET 1 tijdens restauratie bij de Museum Buurtspoorweg; 9 mei 2024.